# Пећинске каде
Пећинске каде су акумулативни, крашки облик рељефа. Налазе се у пећинама и самим тим спадају у подземне крашке облике. Настају у поду пећине излучивањем калцијум-карбоната (CaCO3) из воде. Обод каде је од бигра. Унутар басена каде се акумулира вода која капље са таваница или тече као пећинска река. Каде могу лети и да пресуше због великих врућина и суша, али то је краткотрајно стање. Стопића пећина која се налази у селу Трнави (општина Чајетина), позната је по овом природном феномену.